# Пэттерсон, Энн
Энн Вудс Пэ́ттерсон (англ. Anne Woods Patterson, род. 1949) — американский дипломат, сотрудник Дипломатической Службы США. В это время она выступает как Помощник Госсекретаря США по делам Ближнего Востока. Она ранее занимала пост посла США в Египте до 2013 года и была послом США в Пакистане с июля 2007 года по октябрь 2010 года.
С 20 января по 1 августа 2005 года — врио постоянного представителя США в ООН.